# Боэ, Саша
Саша́ Гасто́н Боэ́ (фр. Sacha Gaston Boey; род. 13 сентября 2000, Монтрёй) — французский футболист, защитник клуба «Бавария».

## Клубная карьера
Боэ — воспитанник клубов «Ромейнвиль», «Ред Стар» и «Ренн». 5 мая 2019 года в матче против «Тулузы» он дебютировал в Лиге 1 в составе последнего. Летом 2020 года Боэ для получения игровой практики на правах аренды перешёл в «Дижон». 24 октября в матче против «Пари Сен-Жермен» он дебютировал за новую команду.
Летом 2021 года Боэ перешёл в турецкий «Галатасарай». 23 января в матче против «Трабзонспора» он дебютировал в турецкой Суперлиге. 5 августа в отборочном поединке Лиги Европы против шотландского «Сент-Джонстона» Саша забил свой первый гол за «Галатасарай».
В начале 2024 года Боэ перешёл в мюнхенскую «Баварию», подписав контракт на 4,5 года. Сумма трансфера составила 30 млн. евро.

## Достижения
«Галатасарай»
- Чемпион Турции: 2022/23

«Бавария»
- Чемпион Германии: 2024/25
- Обладатель Суперкубка Германии: 2025